# Steenharst
Steenharst (Fries: Stienharst) is een streek- of veldnaam en voormalige buurschap in de gemeente Noardeast-Fryslân, in de Nederlandse provincie Friesland. De streek ligt ten oosten van Augsbuurt, dat rechtstreeks via een oude Lijkweg, anno 2019 een fietspad, is te bereiken. Steenharst bestaat uit een tweetal boerderijen en ligt aan de gelijknamige weg tussen de buurtschap Zevenhuizen en Rijksweg N355. De zuidelijkste boerderij draagt de naam van de buurtschap en dateert uit 1825, de andere boerderij dateert uit 1880.

## Geschiedenis
Van eind 15e tot begin 17e eeuw (1605) stond ongeveer op de plek van de huidige streek een stins. In 1479 werd deze stins voor het eerst vermeld en in 1492 werd de stins 'Ter Harst' genoemd. Van deze stins is niets terug te vinden. In 1511 wordt de plaats vermeld als Steenherst en in 1543 als Steenharst en 'op die' Harsten. In 1664 wordt de plaats vermeld als Steenharst.
In 1974 werd de weg genoemd naar de buurtschap, na een besluit van de toenmalige gemeente Kollumerland en Nieuwkruisland, waar het tot 2019 onder viel.
Steden, dorpen en gehuchten: Aalsum · Anjum · Augsbuurt · Birdaard · Blija · Bornwird · Brantgum · Burum · Dokkum · Ee · Engwierum · Ferwerd · Foudgum · Genum · Hallum · Hantum · Hantumeruitburen · Hantumhuizen · Hiaure · Hogebeintum · Holwerd · Janum · Jislum · Jouswier · Kollum · Kollumerpomp · Kollumerzwaag · Lichtaard · Lioessens · Marrum · Metslawier · Munnekezijl · Moddergat · Morra · Nes · Niawier · Oosternijkerk · Oostmahorn · Oostrum · Oudwoude · Paesens · Raard · Reitsum · Ternaard · Triemen · Veenklooster · Waaxens · Wanswerd · Warfstermolen · Westergeest · Wetsens · Wierum · Zwagerbosch

Buurtschappen: Abbewier · Bartlehiem (deels) · Beintemahuis · Betterwird · Bollingawier · Bonte Hond · Bornwirdhuizen · Boteburen · Brandeburen · De Dellen · De Keegen · De Kolk · De Leegte · De Rijp · De Wirden · De Schans · Dijkshorne · Dokkumer Nieuwe Zijlen · Drieboerehuizen · Ezumazijl · Groot Medhuizen · Halfweg · Hallumerhoek · Hanenburg · Hantumerhoek · Huis ter Noord · Kettingwier · Klein Medhuizen · Kletterbuurt · Kollumeroudzijl · Krabburen · Laagland · Lutkewier · Molenbuurt · Nieuwland · Oudeterp · Oudwouderzijlen · Reidswal · Scharnehuizen · Stiem · Teerd · Teijeburen · Tergracht (deels) · Ter Lune · Tibma · Tilburen · Tiltjeburen · Vaardeburen · Veldburen · Vijfhuizen (Hallum) · Vijfhuizen (Ternaard) · Visbuurt · Weerdeburen · Westerburen · Westernijkerk · Wie · Wijgeest · Zevenhuizen

Streken: 't Schoor · Galilea · It Paradyske · Lutkelaard · Sibrandahuis · Steenharst · Steenvak · Wildpad (deels) · Zandbulten · Zwagerveen

Friesland: Steden en dorpen      Nederland: Provincies · Gemeenten